# Hemigaster
Hemigaster är ett släkte av svampar. Hemigaster ingår i familjen Hemigasteraceae, ordningen Agaricales, klassen Agaricomycetes, divisionen basidiesvampar och riket svampar.
| Hemigaster | \| \| Hemigaster candidus \| \| \| \| |
|            | \| \| Hemigaster candidus \| \| \| \| |
|            | Hemigaster candidus                   |
|            |                                       |

|  | Hemigaster candidus |
|  |                     |